# Hôtel de Luzy
L'hôtel de Luzy est un hôtel particulier situé 6 rue Férou, dans le 6e arrondissement de Paris.

## Historique
Construit à la fin du XVIIe siècle, l'hôtel est acheté en 1767 par Étienne-Nicolas Landry de Freneuse, receveur général des finances d'Auvergne, pour y loger sa maîtresse l'actrice de la Comédie-Française Dorothée Dotinville, dite Mademoiselle de Luzy, qui a alors vingt ans, et bénéficie de l'usufruit de l'hôtel. Landry fait alors appel à l'architecte Jean-François Chalgrin, qui ne travaille pas encore à l'achèvement de l'église Saint-Sulpice qui se trouve au bout de la rue Férou, pour adapter la demeure à sa nouvelle hôtesse.
Mademoiselle Luzy, née le 6 juin 1747 à Lyon, baptisée dans la paroisse de Saint-Nizier, fréquente l'église Saint-Sulpice, où Talleyrand raconte avoir fait sa connaissance dans ses Mémoires. Alors que le futur évêque d'Autun est étudiant au séminaire Saint-Sulpice, il vit une idylle de deux ans avec la comédienne. En 1778, Mademoiselle de Luzy rend à Landry l'usufruit de l'hôtel, mais la postérité continua à attribuer son nom au bâtiment.
L'hôtel a eu différents propriétaires au cours du XIXe siècle. Au début du XXe siècle, il est habité par le journaliste Henry de Jouvenel. L'homme de lettres René Pottier l'acquiert et en fait refaire la décoration en 1920 par l'architecte décorateur peintre Louis Süe et son associé l'artiste peintre André Mare. Laissé à l'abandon après la Seconde Guerre mondiale, l'hôtel est restauré dans les années 1970 et son propriétaire, Pierre Schlumberger, y installe, parmi les boiseries et meubles d'époque Louis XVI, des œuvres de Bonnard, Warhol et Picasso.
L'hôtel bénéficie de multiples protections au titre des monuments historiques : inscription en 1926 pour la façade donnant sur la cour, inscription en 1952 pour la façade et toiture sur jardin et classement en 1952 pour les boiseries de la salle à manger et du salon.
L'hôtel est acquis en 1996 par l'auteur compositeur interprète Jean-Jacques Goldman, pour 45 millions de francs.